# Pic del Port de Tavascan
El Pic del Port de Tavascan és una muntanya de 2.493 metres que es troba entre els municipis de Lladorre, a la comarca del Pallars Sobirà i l'Arieja a França.